# Eruzione di tipo vesuviano
Le eruzioni di tipo vesuviano, o sub-pliniano, (dal nome del vulcano Vesuvio) sono simili alle eruzioni vulcaniane ma con la differenza che l'esplosione iniziale è tremendamente violenta tanto da svuotare gran parte della camera magmatica: il magma allora risale dalle zone profonde ad alte velocità fino ad uscire dal cratere e dissolversi in minuscole goccioline. Queste eruzioni si situano al quarto posto nella scala VEI. Quando questo tipo di eruzione raggiunge il suo aspetto più violento viene chiamata eruzione di tipo pliniano (in onore di Plinio il Giovane che per primo ne descrisse lo svolgimento, nel 79 d.C.). 